# Комиций

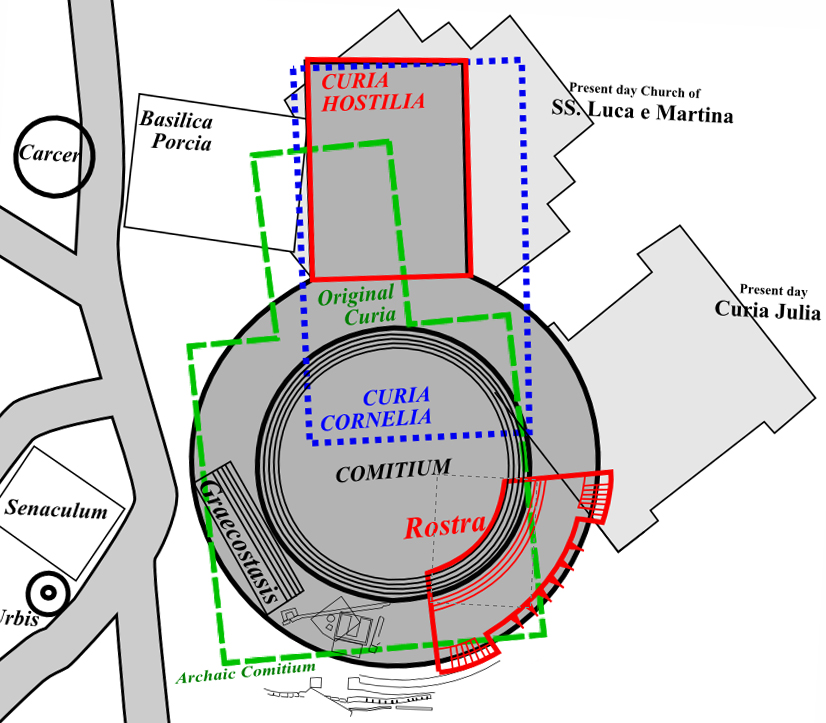
Комиций на фрагменте плана римского форума

Комиций (лат. comitium) — место на Римском форуме, где происходили народные собрания — комиции.
Комиций во времена Римской республики был открытой площадкой рядом с курией (Курия Гостилия), позднее комиций приобрёл округлую форму, напоминающую амфитеатр.
Это место было освящено авгурами. На краю комиция с конца VI века до н. э. в южной части располагались ростра (Rostra Vetera) — трибуна ораторов, и Graecostasis — трибуна, где могли выступить иностранные послы. В западной части находилась мамертинская тюрьма и базилика Порция. На комиции располагались такие монументы как Ficus Navia, Puteal in Comitio, Statua Atti Navi, Statua Hermodori, Statua Horatii Cochlitis.
В период поздней республики комиций потерял своё значение центра политической жизни Рима, а место было полностью перестроено.